# Субуктуй
Субуктуй (рос. Субуктуй) — улус Кяхтинського району, Бурятії Росії. Входить до складу Субуктуйського сільського поселення.
Населення — 255 осіб (2010 рік).